# Башак (станція)
40°53′25″ пн. ш. 29°10′39″ сх. д. / 40.890402296503° пн. ш. 29.177395024875° сх. д.
Башак (тур. Başak) — залізнична станція на лінії Мармарай, що належить TCDD, розташована на анатолійській стороні Стамбула, району Картал.
Конструкція — наземна відкрита з однією острівною платформою. 
Станція, розташована на залізниці залізниці Стамбул-Анкара, була побудована компанією TCDD  введена в експлуатацію 12 березня 2019 року. 

## Сервіс
| Попередня станція | Лінія | Лінія    | Лінія | Наступна станція |
| ----------------- | ----- | -------- | ----- | ---------------- |
| Аталар до Халкали |       | Мармарай |       | Картал до Гебзе  |